# Babi
Babi (tudi Babi, Baba, Bebon) je v egipčanski mitologiji demon teme. Živi v človekovem drobovju. Po knjigah mrtvih strašen nestvor, ki v dvorani dveh resnic požre duše krivih (nepravičnih). Odgovoren je za spolno sposobnost v onostranstvu.